# TSV Landsberg (Handball)
Die Handballabteilung des TSV Landsberg ist ein Handballverein aus Landsberg am Lech in Oberbayern, der Frauen-, Männer- und Nachwuchshandball anbietet.

## Geschichte
Zu den größten Erfolgen der TSV-Handballer zählen die bayerische Vizemeisterschaft (4. Liga) und das Erreichen der zweiten Hauptrunde im DHB-Pokal 1996/97, als sie den Drittligisten TV Vallendar mit 26:22 besiegten und in der zweiten Runde nur knapp mit 22:24 dem damaligen Zweitligisten TG Melsungen unterlagen. Der TSV Landsberg (Handball) nimmt mit zwei Herrenmannschaften, einem Damenteam und acht Nachwuchsmannschaften am Spielbetrieb des Bayerischen Handballverbandes (BHV) teil. Die 1. Herrenmannschaft und das Damenteam spielen 2024/25 jeweils in der sechstklassigen Bezirksoberliga Alpenvorland.

### Erfolge
| - DHB-Pokal 2. Hauptrunde 1997/97 - Bayerischer Vizemeister (4. Liga) 1994 - Aufstieg in die Bayernliga (4. Liga) 1993, 1999, 2001 - Aufstieg in die „Südayerische Verbandsliga“ (4. Liga) 1976 | - Südbayerischer Landesligameister 1999 - Südbayerischer Landesliga-Vizemeister 1993, 2001 - Aufstieg in die Landesliga-Bayern 2022 - Alpenvorlandmeister 2022 |  |